# Sedat Erkoğlu
Sedat Erkoğlu (Kadıköy, İstanbul, 1908-1975) fou un tennista turc, pertanyent al club esportiu Fenerbahçe SK d'Istanbul. Jugant amb Vahram Şirinyan, en la selecció turca de tennis els dos foren campions de dobles dels Balcans l'any 1930. Erkoğlu, arquitecte de carrera, també ha estat Director General de la İETT (l'Administració de l'Electricitat, Tramvia i Tünel d'Istanbul) als anys 1959-60.